# 水澄橋駅
水澄橋駅（すいちょうきょうえき）は、中華人民共和国浙江省杭州市上城区復興路と水澄路と水澄北路の交差点に位置する杭州地下鉄4号線の駅。

## 歴史
- 2018年1月9日：開業[1]。

## 駅構造
島式ホーム1面2線を有する地下駅。コンコースは地下1階にあり、ホームは地下3階に位置している。

### のりば

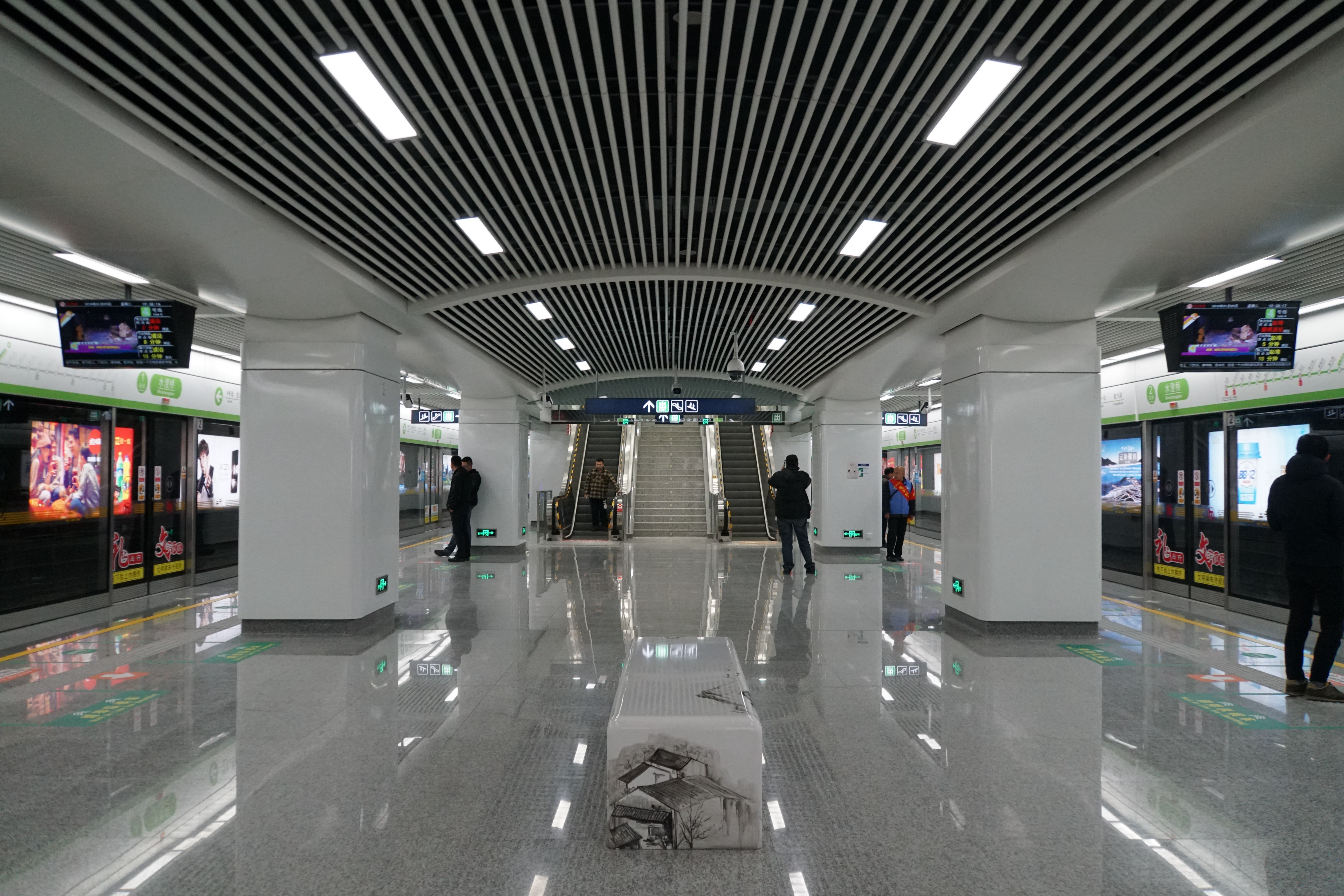
ホーム

| 路線    | 方向 | 行先                 |
| ------- | ---- | -------------------- |
| ■ 4号線 | 下り | 浦沿方面             |
| ■ 4号線 | 上り | 火車東站・池華街方面 |

（出典：杭州地下鉄:站内空间示意图）

## 駅周辺
- 山南印
- 目術塘創意園
- 白塔人家
- 六和源
- 象牙海岸
- 民安苑
- 水澄花園

## 隣の駅
杭州地下鉄
■ 4号線
聯荘駅 - 水澄橋駅 - 復興路